# Далай-лама VII
Кэлса́нг Гьяцо́ (тиб. བསྐལ་བཟང་རྒྱ་མཚོ་, Вайли bskal bzang rgya mtsho; 1708 — 22 марта 1757), седьмой Далай-лама — тибетский религиозный и политический деятель.

## Жизненный путь
Кэлсанг Гьяцо родился в Литанге (ныне Гардзе-Тибетский автономный округ китайской провинции Сычуань). Он был признан перерождением шестого Далай-ламы на основании стихотворения последнего, в котором Цаньян Гьяцо «намекал», что вернётся в Литанг.
В 1720 году седьмой Далай-лама возглавил тогда ещё относительно независимое Тибетское государство. Он сформировал новое правительство во главе с советом министров, призванное ликвидировать последствия смуты конца XVII — начала XVIII вв., вызванной смертью Далай-ламы V. Однако вместо наведения порядка и осуществления реформ министры начали борьбу за власть. Наиболее влиятельным из них был энергичный Миванг Полханэй (Полханэ). В 1728 году, заручившись поддержкой хошутов и монахов главных монастырей, он расправился с конкурентами, а затем отстранил от управления страной самого Далай-ламу. Его поддержал и маньчжурский император Юнчжэн. Это был важный момент в тибетской политической истории. Наметилась тенденция перехода страны под власть Китайской империи Цин. В Лхасе и Чамдо были поставлены цинские гарнизоны. В Тибете стали постоянно находиться резиденты (амбани), являвшиеся наблюдателями и информаторами Юнчжена.
«Отодвинутый» от власти, Кэлсанг Гьяцо на протяжении двадцати двух лет занимался деятельностью, почти исключительно связанной с религией. В 1734 и в 1736 годах он неофициально встречался с коронованными особами Китая и Бутана, обсудив с ними вопросы строительства буддийских монастырей, а на рубеже 30—40-х годов ненадолго легализовал в Тибете работу католической миссии во главе с Франческо Орацио делла Пенной. Миссия добилась определённого успеха. Далай-лама проявил к ней интерес, и до её ликвидации в 1745 году успел принять участие в диспуте с делла Пенной и даже обменяться посланиями с Папой Климентом XII.
Лишь после смерти Полханэя и его сына Гьюмэ Намгьяла, Далай-лама VII, также с помощью маньчжуров, вновь взял власть в Тибете в свои руки. Первым шагом восстановленного правителя стала очередная попытка переустройства высших административных органов. Была упразднена должность дэси (регента) и учреждён Кашаг — совет, составленный из четырёх калонов (министров). Калоны назначались пожизненно. Один из них обязательно должен был быть монахом, три остальных — светскими лицами. Вслед за административной реформой была проведена реформа вооружённых сил, главным пунктом которой являлось создание регулярной армии. Всё это, однако, уже происходило под контролем манчжурского Китая.

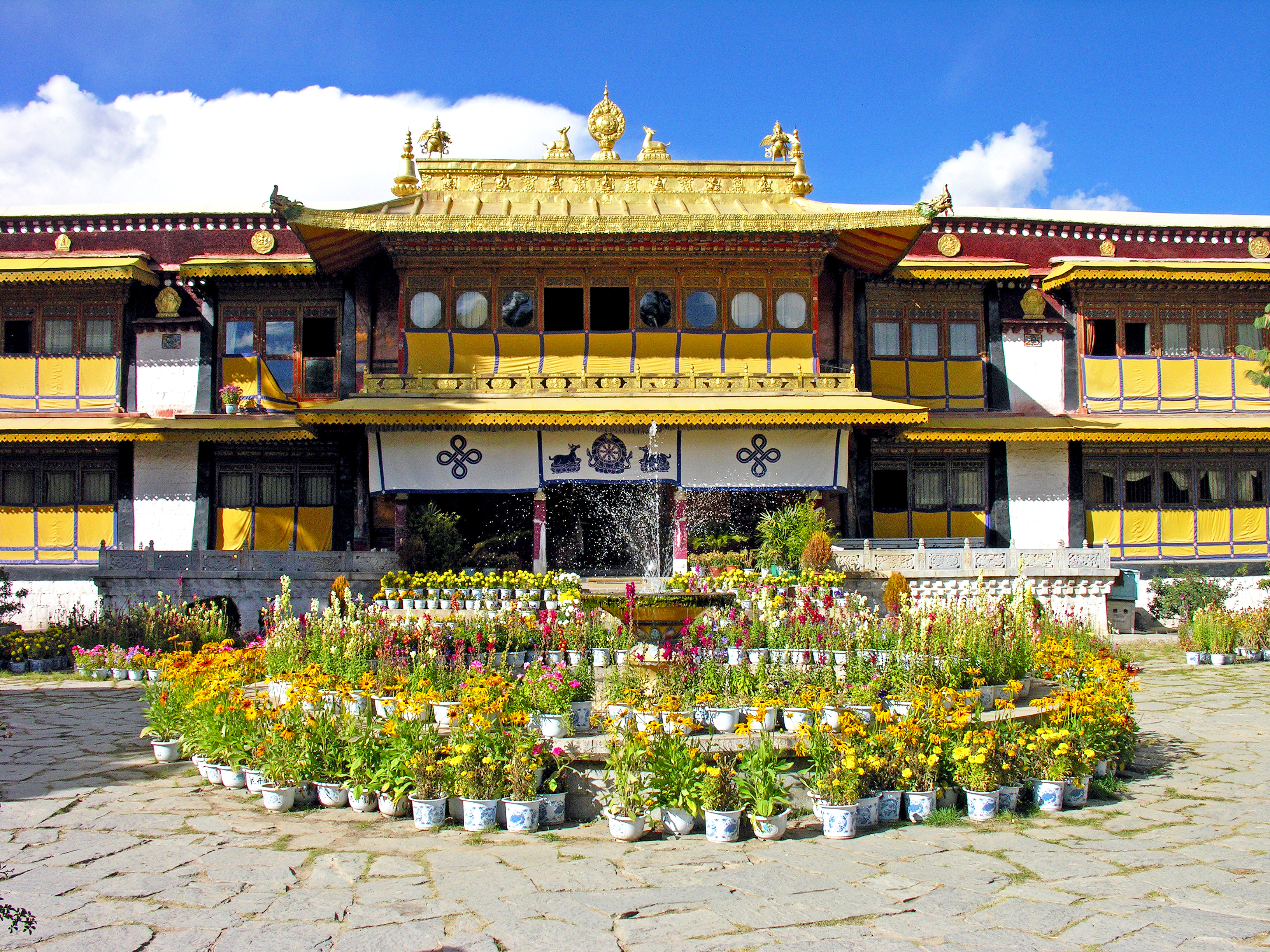
Норбулинка

Ближе к концу своего правления Кэлсанг Гьяцо заложил основу дворцового комплекса Норбулинка («Сад сокровищ»), достроенного уже его последователями. Воздвигнутый неподалёку от зимнего дворца Далай-лам Поталы, Норбулинка стал летней резиденцией тибетских первосвященников.
В последние годы жизни Далай-лама, параллельно с решением внутритибетских вопросов, занимался развитием отношений (прежде всего в духовной, буддийской сфере) с Бутаном, Сиккимом, Ло Мэнтангом и другими соседними странами.

## Оценка деятельности
Г. Ц. Цыбиков писал о Кэлсанге Гьяцо: «Этот перерожденец был человек по-своему достаточно образованный и даровитый, оставивший после себя 8 томов сочинений».
В. Д. Шакабпа заметил: «Седьмой Далай-лама был учёным человеком. В его политической жизни были трудности: только к концу жизни он получил реальную светскую власть. Хотя он находился в тени политических фигур тех времён борьбы за власть, Седьмой Далай-лама превосходил других Далай-лам своими достижениями в религиозной подготовке, поскольку он был религиозен и учён».